# Freur
Freur – walijski zespół synth popowy, założony w 1982 roku w Cardiff przez Karla Hyde’a i Ricka Smitha, działający do 1987 roku, kiedy to Hyde i Smith założyli zespół Underworld.
Freur pozostawił po sobie dwa albumy studyjne i kilka singli, z których „Doot-Doot” wszedł na listy przebojów w kilku krajach, w tym w Wielkiej Brytanii (59. miejsce).

## Historia
W 1979 roku Karl Hyde spotkał w Cardiff Ricka Smitha i zaprzyjaźnił się z nim. W 1980 roku zaangażował go do gry na instrumentach klawiszowych w założonym przez siebie zespole Screen Gemz. W 1982 roku obaj założyli zespół Freur, w skład którego weszli: Alfie Thomas, John Warwicker i Bryn Burrows. Wychodząc ze sceny post punkowej i nowofalowej połączyli inspirowane punkiem skórzane i plastikowe ubrania z klasyczną mentalnością indie z lat 80.. Nazwa zespołu została zapisana w formie hieroglifu, budząc rozbawienie autorów i kompilatorów list przebojów na całym świecie. „Freur” było wymową fonetyczną. Zespół zaczął koncertować w Cardiff i całej Wielkiej Brytanii. Już na początku zainteresowanie nim wykazała wytwórnia CBS podpisując ostatecznie z nim kontrakt i wydając jego debiutancki album, Doot-Doot.
Tytułowy utwór albumu wszedł na listy przebojów w kilku krajach: Wielkiej Brytanii – 59. miejsce, w Holandii – 36., w Niemczech – 24., we Włoszech – 17. i w Nowej Zelandii – 17.. Popularność singla była tym bardziej niespodziewana, że wytwórnia wydała oryginalną wersję demo, a nie nagranie, które zespół zrealizował z Connym Plankiem i Holgerem Czukayem w Kolonii.
W 1986 roku zespół wydał drugi i ostatni album, Get Us out of Here, po czym rozpadł się. W 1987 roku Hyde i Smith wraz z kilkoma byłymi członkami Freur założyli zespół Underworld, który podpisał kontrakt nagraniowy z wytwórnią Sire Records. Nazwa zespołu została wzięta z tytułu horroru (Underworld), do którego muzykę napisał Freur. Trzeci z członków Freur, John Warwicker, absolwent kilku szkół artystycznych, był w latach 1988–1981 szefem działu projektowania i wideo w kilku firmach produkujących wideo. W 1991 roku razem z Karlem Hyde’em, Rickiem Smithem, Steve’em Bakerem, Dirkiem van Doorenem, Simonem Taylorem i Grahamem Woodem założył zespół artystyczny Tomato. 

## Dyskografia
Zestawienie ma podstawie strony zespołu w Discogs:

### Albumy

#### Albumy studyjne
- Doot-Doot (1983)
- Get Us out of Here (1986)

### Single I EP-ki
- „Runaway” (1983)
- „Matters of the Heart” (1983)
- „Doot-Doot” (1983)
- „Riders in the Night” (1983)
- „The Devil and Darkness” (1984)
- „Look in the Back for Answers” (1985)
- „The Piano Song” (1986)